# Xtras
Los Xtras son plugins (conocidos también como extensiones, add-ons, o componentes) para los productos Macromedia (actualmente de Adobe Inc., particularmente para Director y Authorware. Pueden ser creados por los propios usuarios o comprados a terceros. Muchas de las funciones de Director están implementadas en Xtras.
Para visualizar los Xtras disponibles en una copia de Director debemos teclear ShowXlib en la ventana de mensaje.
Extensiones
Xtras para Win32 - .X32
Xtras para Win16 - .X16
Xtras para Mac - .XTR
- Datos: Q6169355